# Bernadette Szőcs
Bernadette Szőcs (n. 5 martie 1995, Târgu Mureș, România) este o jucătoare română de tenis de masă de etnie maghiară. Cea mai bună clasare a sa la nivel mondial este locul 8 pe 16 aprilie 2024.

## Carieră
În februarie 2010, din cauza lipsei de susținere financiară din partea autorităților române, Bernadette Szőcs a încercat să se mute în Norvegia și să evolueze pentru țara respectivă, demers care a eșuat. Szőcs a rămas în cele din urmă în România, deși problemele financiare nu au fost rezolvate. În septembrie 2011 s-a deplasat pe propria cheltuială la World Junior Circuit din Argentina, după ce Federația Română de Tenis de Masă a refuzat să-i plătească deplasarea, din lipsă de fonduri. Bernadette Szőcs a câștigat turneul respectiv, depășind-o astfel în clasamentul general pe jucătoarea japoneză Kasumi Ishikawa și obținând participarea la finala World Series pentru tineret din Puerto Rico. În 2015 a câștigat turneul Qatar Open, categoria Under-21.
Cu echipa României ea a câștigat medalia de aur la Campionatele Europene din 2017 și la Campionatele Europene din 2019. În anul 2018 a câștigat aur la Europe Top 16 Cup de la Montreux, turneul cu cele mai bune 16 sportive de pe continent, unde a pierdut doar un set. La Campionatele Europene din 2022 a cucerit cu Sofia Polcanova medalia de aur la dublu și cu Ovidiu Ionescu medalia de argint la dublu mixt.
La Campionatele Mondiale de la Doha din 2025, Bernadette Szőcs a cucerit medalia de argint la dublu feminin, alături de Sofia Polcanova. Este prima româncă medaliată la Campionatul Mondial după 32 de ani.
Din 2018 Bernadette Szőcs este cetățean de onoare al orașului Bistrița. Și fratele ei cel mare Hunor Szőcs este un jucător de tenis de masă.